# Старомукменево
Старомукменево — село в Асекеевском районе Оренбургской области, административный центр сельского поселения  Старомукменевский сельсовет.

## География
Находится на расстоянии примерно в 20 километров на юго-восток от районного центра Асекеево.

## История
Основано в 1744 году служилыми татарами деревни Кульшарипово, предки которых восходят к служилым татарам села Шырдан Свияжского уезда Казанской губернии.
Позднее в другом месте появилось ещё одно поселение с таким же названием, поэтому первое село стали называть уже Старо-Мукменево. Село делилось на три махалля. Во всех трёх махаллях были мечети. В советское время работали колхозы им. Жданова и «Правда».

## Население
Население составляло 685 человек в 2002 году (99% татары),  565 по переписи 2010 года.